# Soderstorf
Soderstorf ist eine Gemeinde im Landkreis Lüneburg in Niedersachsen.

## Geografie

### Geografische Lage
Soderstorf liegt an der Luhe, mitten im Naturpark Lüneburger Heide. Die nächsten Grundzentren sind Salzhausen, Bispingen und Amelinghausen. Die Gemeinde gehört der Samtgemeinde Amelinghausen an, die ihren Verwaltungssitz in der Gemeinde Amelinghausen hat.
Bis zur Gebietsreform von 1972 waren die Gemeinden Raven, Rolfsen und Soderstorf eigenständig. Ab 1972 gehörte die neu gebildete Einheitsgemeinde Soderstorf zur Samtgemeinde Salzhausen im Landkreis Harburg. 1974 musste die Gemeinde Soderstorf gegen heftigen Protest zum Landkreis Lüneburg wechseln und gehört seitdem der Samtgemeinde Amelinghausen an.

### Gemeindegliederung
Die Ortsteile der Gemeinde sind:
- Soderstorf
- Raven
- Rolfsen
- Schwindebeck, das nach dem Schwindebach benannt ist, an dessen Mündung es liegt
- Thansen

### Nachbargemeinden
- Salzhausen
- Oldendorf (Luhe)
- Amelinghausen
- Rehlingen
- Bispingen
- Egestorf
- Eyendorf

## Geschichte
Von der Besiedlung des Gebiets in vorgeschichtlicher Zeit zeugt die Nekropole von Soderstorf als eine Gruppe archäologischer Denkmäler. Sie besteht aus einer Reihe vorgeschichtlicher Friedhöfe mit Steingräbern, Grabhügeln und Urnenfriedhofen, die einen Überblick über die Grabsitten von der jüngeren Steinzeit über die Bronze- bis hin zur Eisenzeit in der Lüneburger Heide bieten. Ausgegraben wurden die Soderstorfer Gräber vom Lüneburger Museum (um 1900) und vom Helms-Museum in den 1960er und 1970er Jahren. Im benachbarten Oldendorf (Luhe) wurde in den 1990er Jahren der Rest eines gleichzeitigen Urnengräberfeldes ausgegraben.

## Eingemeindungen
Am 1. März 1974 wurden die Gemeinden Raven und Rolfsen eingegliedert.

## Kultur und Sehenswürdigkeiten

### Sehenswürdigkeiten
- Nekropole von Soderstorf
- Hünenbett bei Raven
- Großsteingräber auf dem Strietberg
- Steinkiste von Rolfsen

### Vereine und Verbände
- Sportverein MTV Soderstorf mit Spielmannszug
- Schützenverein Soderstorf und Schützenverein Raven-Rolfsen
- Kinder- und Jugendfreizeitverein
- Faslamsverein Soderstorf und Faslamsverein Raven-Rolfsen
- Freiwillige Feuerwehr Soderstorf und Freiwillige Feuerwehr Raven-Rolfsen

## Bauwerke und Museen
- St.-Martins-Kirche Raven
- Wassermühle Soderstorf
- Historischer Speicher Soderstorf

## Politik
Die Gemeinde Soderstorf gehört zum Landtagswahlkreis 49 Lüneburg und zum Bundestagswahlkreis 37 Lüchow-Dannenberg – Lüneburg.

### Bürgermeister
Der ehrenamtliche Bürgermeister Roland Waltereit (UWS) wurde 2001 gewählt und 2006, 2011, 2016 sowie 2021 bestätigt.

### Gemeinderat
Der Rat der Gemeinde Soderstorf setzt sich aus elf Mitgliedern zusammen. Die Ratsmitglieder werden durch eine Kommunalwahl für jeweils fünf Jahre gewählt.
Nach der Kommunalwahl vom 12. September 2021 verteilten sich die Sitze wie folgt:
| Gemeinderat 2021Insgesamt 11 Sitze - SPD: 2 - UWS: 8 - CDU: 1 |

### Ehemalige Bürgermeister

#### Neue Gemeinde Soderstorf
- Gustav Schaefer 1972–1974
- Hans-Hermann Stegen 1974–1991
- Hans Joachim Barufe 1991–2001

#### Gemeinde Raven
- Jürgen Müller sen. –1974

#### Gemeinde Rolfsen
- Gustav Schaefer –1974

#### Alte Gemeinde Soderstorf
- Gustav Bruns
- Herbert Heuer –1974

## Wirtschaft und Infrastruktur

### Verkehr
Soderstorf liegt ostwärts der A 7, Anschlussstellen Egestorf und Evendorf, südlich Salzhausen und nördlich der Bundesstraße 209, die von Lüneburg nach Soltau führt. Der Bahnhof Soderstorf liegt an der Bahnstrecke Lüneburg–Soltau, auf der zurzeit keine Personenzüge fahren.

### Schulen/Kindergärten
- Bewegungskindergarten Soderstorf
- Grundschule Soderstorf
- Haupt- und Realschule Embsen
- Gymnasium Salzhausen

### Dorfgemeinschaftshaus
- Dorfgemeinschaftshaus Soderstorf

## Sozialeinrichtungen
Die Gemeinde Soderstorf ist seit 1910 Mitglied des genossenschaftlichen Krankenhauses Salzhausen.
- Kirchengemeinde Raven im Kirchenkreis Winsen mit der St.-Martins-Stiftung